# Crinum nubicum
Crinum nubicum är en amaryllisväxtart som beskrevs av L.H. Hannibal. Crinum nubicum ingår i släktet Crinum, och familjen amaryllisväxter. Inga underarter finns listade i Catalogue of Life.